# シボレー・スペクトラム
スペクトラム（Spectrum ）は、シボレー(1988年からはジオ)が販売していたコンパクトクラスの乗用車である。

## 概要
1984年11月、いすゞ自動車とGMとの連携の一環としていすゞの主力大衆車「ジェミニ」の供給を受けることを決定。1988年にはマイナーチェンジが行われヘッドライトやバンパー、グリルなどを一新すると同時にシボレーのさらに下位ブランド「ジオ」に組み込まれ、ジオブランド創設時メンバーとなった。翌年モデル廃止。後継はジオ・プリズム。